# Goujoim
Goujoim é uma povoação portuguesa do Município de Armamar que foi sede da extinta Freguesia de Goujoim, freguesia que tinha 6,62 km² de área e 58 habitantes (2011), e, por isso, uma densidade populacional de 8,8 hab/km².
A Freguesia de Goujoim foi extinta em 2013, no âmbito de uma reforma administrativa nacional, tendo sido agregada à Freguesia de Aricera, para formar uma nova freguesia denominada União das Freguesias de Aricera e Goujoim com sede em Aricera.
Goujoim foi vila e sede de concelho, constituído apenas pela freguesia sede, até ao início do século XIX. Aquando da extinção foi anexado ao já extinto concelho de São Cosmado.

## População
| População da freguesia de Goujoim | População da freguesia de Goujoim | População da freguesia de Goujoim | População da freguesia de Goujoim | População da freguesia de Goujoim | População da freguesia de Goujoim | População da freguesia de Goujoim | População da freguesia de Goujoim | População da freguesia de Goujoim | População da freguesia de Goujoim | População da freguesia de Goujoim | População da freguesia de Goujoim | População da freguesia de Goujoim | População da freguesia de Goujoim | População da freguesia de Goujoim |
| --------------------------------- | --------------------------------- | --------------------------------- | --------------------------------- | --------------------------------- | --------------------------------- | --------------------------------- | --------------------------------- | --------------------------------- | --------------------------------- | --------------------------------- | --------------------------------- | --------------------------------- | --------------------------------- | --------------------------------- |
| 1864                              | 1878                              | 1890                              | 1900                              | 1911                              | 1920                              | 1930                              | 1940                              | 1950                              | 1960                              | 1970                              | 1981                              | 1991                              | 2001                              | 2011                              |
| 590                               | 555                               | 580                               | 595                               | 518                               | 459                               | 472                               | 465                               | 429                               | 386                               | 309                               | 190                               | 170                               | 102                               | 58                                |